# Odisea (álbum de Ozuna)
Odisea: el álbum (estilizado como ODISEA) es el álbum debut del cantante y compositor puertorriqueño Ozuna, para el cual cuenta con las colaboraciones de De La Ghetto, Anuel AA, J Balvin, Nicky Jam entre otros, El álbum se lanzó el viernes 25 de agosto de 2017 bajo la discográfica VP Records Corp. / Dímelo VI.

## Recepción
El álbum fue reconocido como (The 50 best latin albums of the decade) Los 50 mejores álbumes de la década de la música latina de la década de Billboard.
El álbum fue top 92 en (The 100 greatest albums of the 2010s) Los 100 grandes álbumes de la década del 2010 de Billboard.

## Reconocimiento
| Publicación | Lista                                    | Posición |
| ----------- | ---------------------------------------- | -------- |
| Billboard   | (The 50 best latin albums of the decade) | N/A      |
| Billboard   | (The 100 greastest albums of the 2010s)  | 92       |

## Antecedentes y lanzamiento
En 2015, Ozuna firmó un contrato con Golden Family Records que le permitió afianzar su carrera musical con el lanzamiento de su sencillo «Si no te quiere». En 2017 cofundó junto con Vicente Saavedra la discográfica independiente Dímelo Vi. En febrero de 2017, anunció en Instagram que su álbum debut Odisea sería lanzado en mayo de 2017, sin embargo, más tarde se confirmó que sería el 25 de agosto de 2017. En junio del mismo año, Saavedra y Ozuna, firmaron un contrato de distribución musical con Sony Music Latin para el lanzamiento del álbum. 

## Producción
Siendo este su primer álbum, el artista ha decidido involucrarse al máximo en su realización y, según ha contado en algunas entrevistas, él mismo ha compuesto los temas, además de estar a cargo de los arreglos finales de cada uno de ellos.
El diseño y la conceptualización gráfica del proyecto estuvo a cargo de José Carabaño, más conocido como Just Junior Design. La portada tiene como protagonista al osito vestido de campera Ozuna, que es la versión animal del cantante, que está acompañado de las letras "Odisea".

## Promoción

### Sencillos
«Dile que tú me quieres» se lanzó como el primer sencillo del disco el 22 de abril de 2016. El tema logró aparecer en la lista Billboard Hot Latin Songs, alcanzando la posición número ocho. Adicionalmente, se certificó con 12 discos de platino en dicho país. En España, el sencillo apareció en la ubicación treinta y tres en la lista de PROMUSICAE. El 28 de abril de 2017, estrenó «Tu foto» que en la lista Hot Latin Songs alcanzó la ubicación número ocho. El tema se certificó con disco de oro en Italia, y con once discos de platino en Estados Unidos.
El 7 de julio se estrenó el tercer sencillo «El farsante», cuya pista alcanzó la segunda posición en la lista Hot Latin Songs. El cuarto sencillo de la producción «Se preparó» logró aparecer en la lista Hot Latin Songs, alcanzando la posición número dieciséis. Adicionalmente, se certificó con veitiún discos de platino en dicho país.
Finalmente el 10 de noviembre de 2017, publicó «Síguelo bailando» canción que en la lista Hot Latin Songs alcanzó la posición dieciséis. Además de certificarse con disco de platino en Italia, y con trece discos de platino en Estados Unidos.

### Sencillos promocionales
Previamente al estrenó de su álbum debut Ozuna publicó los sencillos «Si no te quiere» y «No quiere enamorarse». Ambos vídeos no fueron subidos a la plataforma de YouTube del cantante en 2015, y por tanto, no fueron sencillos independientes del álbum. El 21 del mismo mes, publicó «Bebé» en colaboración con Anuel AA, pista que se colocó en el lugar veintiocho Hot Latin Songs, además de certificarse con cuatro disco de platino por la RIAA.
Durante los meses de agosto y octubre, Ozuna estrenó «Una flor» y «Egoísta», pistas que se certificaron ambas con cuatro disco de platino en Estados Unidos.

## Lista de canciones
| N.º   | Título                                      | Escritor(es)                                                                                 | Productor(es)                                                | Duración |  |
| 1.    | «Odisea»                                    | Juan Carlos Ozuna, José Aponte, Ramón Casillas, Vicente Saavedra y Jean Soto                 | Yampi, Chris Jeday, Gaby Music, Bless The Producer y Hi Flow | 3:09     |  |
| 2.    | «Tu foto»                                   | Ozuna, Aponte, Neison Meza, Saavedra y Soto                                                  | Yampi, Bless The Producer y Hi Flow                          | 3:13     |  |
| 3.    | «Se preparó»                                | Ozuna, Aponte, Carlos Ortíz, Luis Ortíz, Saavedra y Juan Rivera                              | Chris Jeday, Gaby Music, Hi Flow y Maxium                    | 3:08     |  |
| 4.    | «Cumpleaños» (con Nicky Jam)                | Javier Marcano, Juan Medina, C. Ortíz, L. Ortíz, Saavedra, J. Rivera y Nick Rivera           | Chris Jeday, Gaby Music y Hi Flow                            | 3:39     |  |
| 5.    | «Dile que tú me quieres»                    | Ozuna, Aponte, Omar González, Meza y Saavedra                                                | Super Yei, Bless The Producer y Hi Flow                      | 3:46     |  |
| 6.    | «Egoísta» (con Zion & Lennox)               | Ozuna, Roberto Martínez, C. Ortíz, L. Ortíz, Felix Ortíz, Gabriel Pizarro, Rivera y Saavedra | Chris Jeday, Gaby Music y Hi Flow                            | 4:07     |  |
| 7.    | «Una flor»                                  | Ozuna, Aponte, Antonio Piter, Saavedra y Soto                                                | Yampi y Hi Flow                                              | 3:26     |  |
| 8.    | «Quiero repetir» (con J Balvin)             | Ozuna, Aponte, Casillas, Diego Caviedes, José Osorio Balvín y Saavedra                       | Chris Jeday y Sky Rompiendo                                  | 3:20     |  |
| 9.    | «Noches de aventura»                        | Ozuna, Aponte, C. Ortíz, Alejandro Ramírez, Saavedra, Rivera y Soto                          | Sky Rompiendo, Gaby Music y Hi Flow                          | 3:56     |  |
| 10.   | «Pide lo que tú quieras» (con De La Ghetto) | Ozuna, Aponte, Rafael Castillo, Christian Fuentes, C. Ortíz, L. Ortíz, Saavedra y Rivera     | Chris Jeday, Gaby Music y Hi Flow                            | 3:56     |  |
| 11.   | «Síguelo Bailando»                          | Ozuna, Aponte, Alex O Arocho Moreno, Max Borghetti, Wilfredo Moreno Jr. y Vicente Saavedra   | Yai & Toly, Max Borghetti y Hi Flow                          | 3:46     |  |
| 12.   | «Bebé» (con Anuel AA)                       | Ozuna, Emanuel Gazmey, Bryan Masis, Saavedra y Soto                                          | Tainy, Masis, Yampi y Hi Flow                                | 3:50     |  |
| 13.   | «El farsante»                               | Ozuna, Joseph Negron, C. Ortíz, L. Ortíz y Saavedra                                          | Chris Jeday, Gaby Music, Alex Killer, Yampi y Hi Flow        | 3:53     |  |
| 14.   | «No quiere enamorarse»                      | Ozuna, González, Jean Hernández, Saavedra, Siggy Vázquez y Victor Vega                       | Super Yei, YannC El Armónico y Hi Flow                       | 3:33     |  |
| 15.   | «Carita de ángel»                           | Ozuna, Aponte, Meza y Saavedra                                                               | Super Yei                                                    | 3:21     |  |
| 16.   | «Si no te quiere»                           | Ozuna, González y Saavedra                                                                   | Super Yei y Hi Flow                                          | 3:46     |  |
| 57:49 |                                             |                                                                                              |                                                              |          |  |

## Posicionamiento en listas
| Listas (2017-2018)                | Mejor posición |
| --------------------------------- | -------------- |
| España (PROMUSICAE)               | 60             |
| Estados Unidos (Billboard 200)    | 22             |
| Estados Unidos (Top Latin Albums) | 1              |
| Italia (FIMI)                     | 31             |
| Países Bajos (Album Top 100)      | 174            |

## Certificaciones
| País           | Organismo certificador | Certificación       | Ventas certificadas | Ref    |
| -------------- | ---------------------- | ------------------- | ------------------- | ------ |
| Estados Unidos | RIAA                   | 28x Platino (Latin) | 1 680 000           | [ 26 ] |
| Italia         | FIMI                   | Oro                 | 25 000              | [ 27 ] |

## Premios y nominaciones
| Año  | Premio(s)                    | Categoría(s)            | Resultado | Ref.   |
| ---- | ---------------------------- | ----------------------- | --------- | ------ |
| 2018 | Premios Latin Billboard 2018 | Top Latín Álbum del Año | Nominado  | [ 28 ] |
| 2018 | Premios Billboard 2018       | Top Latín Álbum         | Ganador   | [ 29 ] |
| 2018 | Grammy Latino                | Mejor álbum urbano      | Nominado  | [ 30 ] |